# Laura Neugebauer

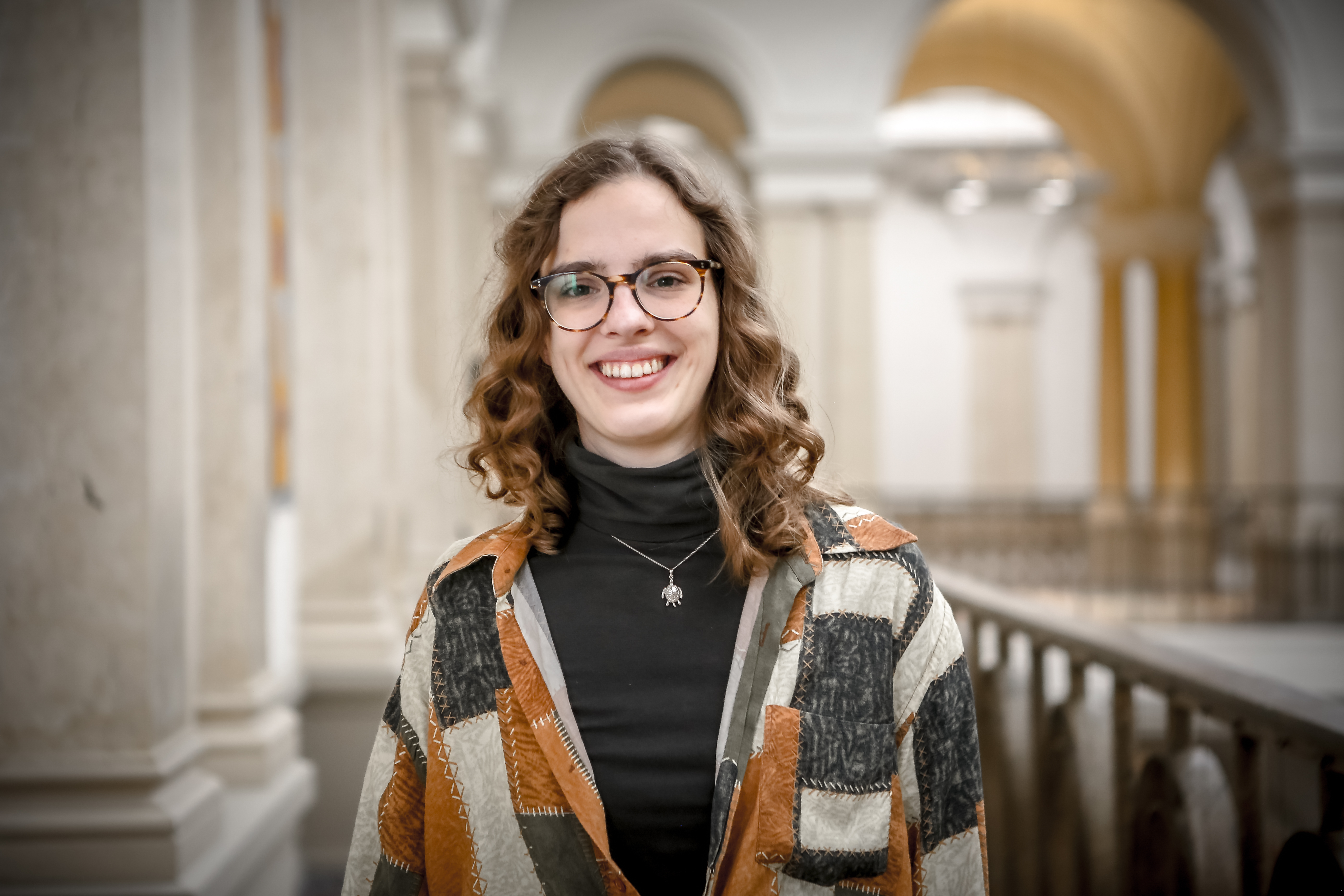
Laura Neugebauer (2021)

Laura Neugebauer (geboren 1995 in Berlin) ist eine deutsche Politikerin (Bündnis 90/Die Grünen). Seit 2021 ist sie Mitglied des Abgeordnetenhauses von Berlin.

## Leben

### Ausbildung
Laura Neugebauer wurde 1995 in Berlin geboren. Ihre Schullaufbahn absolvierte sie am Oranienburger Mosaik-Gymnasium Oberhavel. Nach ihrem Abitur 2014 absolvierte sie einen einjährigen Bundesfreiwilligendienst im Team der Öffentlichkeitsarbeit der Berliner Aids-Hilfe. Anschließend trat Neugebauer eine Ausbildung zur Veranstaltungskauffrau am Berliner Oberstufenzentrum Handel I an, die sie 2018 abschloss. Parallel arbeitete sie als Assistentin bei der Kommunikations- und Eventagentur Rubis Development Group. Seit 2018 studiert Neugebauer Wirtschaftsingenieurwesen (auf Bachelor) Fokus auf Energie und Ressourcen an der Technischen Universität Berlin.

### Politik
Neugebauer engagiert sich seit mehreren Jahren für die Partei Bündnis 90/Die Grünen. 2016 wurde sie in die Bezirksverordnetenversammlung des Bezirks Mitte gewählt. Seit Dezember 2017 war sie Mitglied des Fraktionsvorstandes, Sprecherin der Grünen-Fraktion sowie Sprecherin für Bildung, Kultur und Klima. Seit 2019 ist Neugebauer stellvertretende Delegierte der grünen Bundesdelegiertenkonferenz.
2021 nominierte der Landesverband der Grünen anlässlich der Abgeordnetenhauswahl 2021 Neugebauer für ein Direktmandat im Wahlkreis Mitte 7 sowie für den Platz 29 der Landesliste. Als ihre politischen Schwerpunkte benannte Neugebauer Bildung und Dekolonisierung. Bei der Wahl gewann Neugebauer ihr Direktmandat mit 28,1 Prozent erstmals für die Grünen und zog direkt ins Abgeordnetenhaus ein. Sie trat der Fraktion von Bündnis 90/Die Grünen bei. Bei der Wiederholungswahl 2023 konnte sie ihren Sitz im Abgeordnetenhaus verteidigen.
Neugebauer ist Mitglied der überparteilichen Europa-Union (EUB), die sich für ein föderales Europa und den europäischen Einigungsprozess einsetzt.